# Звездане стазе: Фаза II
Звездане стазе: Фаза II је била планирана ТВ серија заснована на ликовима из Оригиналне серије. Серија је била у плану за приказивање 1978. године, а пратила би догађаје на другој петогодишњој мисији свемирског брода Ентерпрајз. Међутим, концепт серије је напуштен и серија никад није била снимљена, иако је написан сценарио за неколико епизода који је био искоришћен у каснијим серијалима.
Уз Анимирану серију, ни Фаза II се не сматра званичним медијем Звезданих стаза.